# Stemma dello Zimbabwe
Lo stemma dello Zimbabwe è stato adottato il 21 settembre 1981.

## Descrizione
Lo stemma raffigura due kudu (antilopi) a sinistra e a destra che sostengono uno scudo posto al centro; questi animali simboleggiano l'unità dei vari gruppi etnici che popolano la nazione. Lo scudo centrale è composto da due porzioni: su quella superiore sono raffigurate 14 onde alternate bianche e blu ondulate in disposizione verticale che simboleggiano le cascate Vittoria, mentre sulla porzione inferiore, su sfondo verde, è raffigurato il Grande Zimbabwe. Sopra lo scudo sono presenti una stella rossa, simbolo di speranza per il futuro, e l'uccello di Zimbabwe, di color oro, simbolo di identità nazionale. Dietro lo scudo, incrociati, vi sono un fucile AK-47 ed una zappa agricola; tali simboli indicano rispettivamente la lotta per la pace e la democrazia, complessivamente il passaggio dalla guerra alla pace. Nella parte inferiore dello stemma, sotto lo scudo, è presente una collinetta di terra con posizionati steli di grano, un mucchietto di cotone e una testa di granoturco. Il motto nazionale, disposto alla base dello stemma su un nastro bianco, è UNITY - FREEDOM - WORK (tradotto dall'inglese "Unità - Libertà - Lavoro").